# Alexander Wiktorowitsch Kulagin

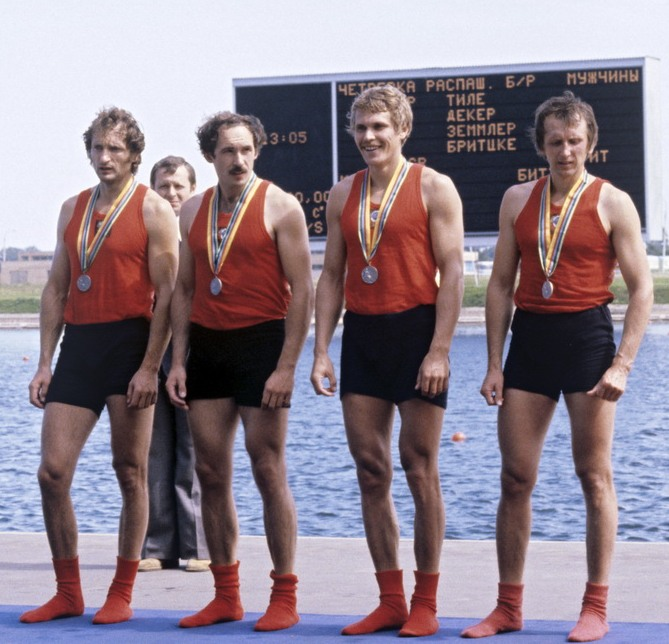
Der sowjetische Vierer von 1980 von links nach rechts: Kamkin, Dolinin, Kulagin, Jelissejew

Alexander Wiktorowitsch Kulagin (russisch Александр Викторович Кулагин; * 29. Juni 1954) ist ein ehemaliger sowjetischer Ruderer.
Kulagin war 1971 Juniorenweltmeister mit dem sowjetischen Achter, 1972 erhielt er mit dem Achter die Bronzemedaille. Seine erste internationale Medaille in der Erwachsenenklasse gewann der Ruderer von Burewestnik Moskau bei den Weltmeisterschaften 1977, als er mit Witali Jelissejew im Zweier ohne Steuermann siegte. 1980 bildeten Kulagin und Jelissejew zusammen mit Alexei Kamkin und Waleri Dolinin einen neuen sowjetischen Vierer ohne Steuermann. Bei den Olympischen Spielen 1980 in Moskau erhielten diese vier Ruderer die Silbermedaille hinter dem DDR-Boot. Im Jahr darauf siegte der sowjetische Vierer in der gleichen Besetzung bei den Weltmeisterschaften 1981 in München vor den Schweizern und dem Boot aus der DDR. 1982 in Luzern gelang den Schweizern vor heimischem Publikum die Revanche, sie siegten vor dem sowjetischen Vierer. 1983 bildete Kulagin mit den Brüdern Nikolai und Juri Pimenow sowie Žoržs Tikmers einen neuen Vierer, der bei den Weltmeisterschaften 1983 hinter dem bundesdeutschen Vierer die Silbermedaille gewann.